# جامعة غرب لندن
جامعة غرب لندن (سابقا جامعة وادي التايمز) هي إحدى الجامعات الحكومية ومقرها في لندن، المملكة المتحدة ولديها فروع في إيلينغ وبرينتفورد، لندن، ريداينج وسلاو، وبيركشاير.
يعود أصل الجامعة إلى عام 1860، عندما تأسست مدرسة السيدة بايرون، والتي أصبحت فيما بعد كلية إلينغ للتعليم العالي. في عام 1990، اندمجت كلية إيلينج للتربية والتعليم العالي، مع كلية وادي التايمز للتربية والتعليم العالي، وكلية الملكة شارلوت للدراسات الرعاية الصحية، وكلية لندن للموسيقى لتشكيل «البوليتكنيك في غرب لندن». في عام 1992، أصبح البوليتكنيك في غرب لندن جامعة، واعتمدت تحت اسم «جامعة وادي التايمز». في عام 2004، اندمجت مع كلية ريدنج ومدرسة للفنون والتصميم.